# 안정 나씨
안정 나씨(安定羅氏)는 경상북도 의성군 안계면 안정리를 본관으로 하는 한국의 성씨이다.
시조 나천서(羅天瑞)는 1370년(공민왕 19) 이성계가 요동을 정벌하고 귀환할 때 추위와 기근으로 아사지경에 이른 1만5천여 군사를 수백 석의 양곡을 조달하여 무사히 생환시킨 공으로 안정백(安定伯)에 봉해졌으며, 이후 안천군(安川君)으로 이봉되었다.

## 역사
안정 나씨(安定羅氏) 시조(始祖)는 고려 공민왕조에서 삼중대광 문하시중 안천군 안정백(三重大匡 門下侍中 安川君 安定伯)에 봉작(封爵)된 나천서(羅天瑞)이다.
나천서(羅天瑞)는 의성군 안계면 안정리에서 태어났다. 1370년(공민왕 19년) 요동(遼東)의 동령부(東嶺府)를 정벌(征伐)할 때 진무(鎭撫)로 출정(出征)하여 고려 군사 일만 오천여명이 회군(回軍)하면서 혹한(酷寒)에 군량미가 떨어져 아사지경(餓死之境)이 되었을 때 수백석의 곡식을 구하여 굶주린 장졸(將卒)들을 구휼(救恤)한 공로와 기울어가는 국운(國運)을 바로 하고자 진력(盡力)한 공으로 문하시중(門下侍中)에 오르고 안정백(安定伯)에 봉작(封爵)되어 안정현(安定縣)을 식읍(食邑)으로 받고 이어 안천군(安川君)에 봉군(封君)되었다.
고려 국운이 다함에 나천서는 아들 합문지후(閤門祗候) 나직경(羅直卿)과 함께 식읍지(食邑地)이며 고향(故鄕)인 안정(安定)으로 퇴거하여 두문불출(杜門不出)하고 고려의 재상(宰相)으로 불사이군(不事二君)의 절의(節義)를 지키다 졸(卒)하고 해망산(海望山) 계좌(癸坐)에 묻혔다.

## 본관
안정(安定)은 경상북도 의성군 안계면 안정리의 지명이다. 신라시대에 아시혜(阿尸兮) 또는 아을혜(阿乙兮)로 불렸다. 757년(신라 경덕왕 16)에 안현현(安賢縣)으로 고쳤으며, 940년(고려 태조 23)에 안정현(安定縣 : 安貞縣)으로 개칭하였다. 1390년(공양왕 2)에 감무를 두고 비옥현도 함께 관할하였다. 1421년(세종 3) 안정과 비옥을 합쳐서 안비현(安比縣)으로 개칭하였다가, 1423년(세종 5) 비안(比安)으로 고쳤다.

## 인물
- 나사종(羅嗣宗, 1440년 ∼ 1491년) : 나천서의 6세손. 충청도관찰사 성준(成俊)의 천거로 발탁되어 1486년(성종 17) 경흥부사(慶興府使)가 되었다. 1491년(성종 22) 1월 조산보에 침입한 여진족을 물리치다가 전사하였다. 조정에서는 그의 공을 기리기 위해 병조판서에 추증하고 ‘충정(忠貞)’이라는 시호를 내렸다.
- 나식(羅湜, 1498년 ~ 1546년) : 자는 정원(正源), 호는 장음정(長吟亭). 아버지는 창릉참봉(昌陵參奉) 세걸(世傑)이며, 어머니는 풍양조씨(豐壤趙氏)로 대사헌 익정(益貞)의 딸이다. 조광조(趙光祖)의 문인이다. 1534년(중종 29) 사마시에 합격하여 선릉참봉(宣陵參奉)이 되었다가 1545년(명종 즉위년) 을사사화 때 윤임(尹任)의 일파로서 이휘(李煇)의 사건에 연루되어 파직, 흥양(興陽)으로 유배되었다. 이듬해 강계(江界)로 이배된 뒤 사사(賜死)되었는데, 그 때 나이가 49세였다. 1568년(선조 1) 영의정 이준경(李浚慶)의 상소로 신원(伸寃)되었다. 저서로는 『장음정집』 3권이 있다.
- 나숙(羅淑, ? ∼ 1546년) : 아버지는 참봉 세걸(世傑)이며, 어머니는 조익정(趙益貞)의 딸이다. 1522년(중종 17) 진사시에 합격, 1524년 별시문과에 병과로 급제하여 정언 등 청요직(淸要職)을 역임하였다. 540년 부교리, 이듬해 헌납을 거쳐 1543년 장령·교리·전한이 되었다. 1544년 시강관·직제학·승지·부제학을 역임하였다. 을사명현의 한 사람이다.
- 나급(羅級, 1552년 ∼ 1602년) : 1585년에 식년 문과에 갑과로 급제하여 한성부참군·병조좌랑·성균관전적·한산군수·공주목사로 난중의 흩어진 민심을 수습하였고, 1600년 평산부사로 나갔는데 마침 관하(管下) 서리의 죄를 심하게 다스린 것이 월권행위로 고발되어 대간의 탄핵을 받고 파직되었다. 사후 임진왜란 때의 공로로 도승지에 추증되었고, 아들 나만갑(萬甲)의 공훈에 의하여 영의정에 추증되었다.
- 나만갑(羅萬甲, 1592년 ∼ 1642년) : 조선 자는 몽뢰(夢賚), 호는 구포(鷗浦). 나급의 아들. 인조반정 후 순릉참봉(順陵參奉)이 되고 통덕랑으로 알성 문과에 병과로 급제해 수찬을 지내고, 1627년 정묘호란이 일어나자 종사관이 되어 왕을 따라 강화도에 가서 풍기를 바르게 하고 도민을 서로 경계하게 해 범죄를 엄하게 다스렸다. 이듬해 환도해 병조정랑·수찬·지평 등을 역임하고, 1631년 부수찬·헌납, 1634년 홍주목사를 역임하고, 이듬해 형조참의에 올랐으나 시폐(時弊)에 대한 상소를 하다가 파직당하고 고향에서 은거 생활을 했다. 1636년 병자호란이 일어나자 공조참의·병조참지로서 관향사(管餉使)가 되어 군량 공급에 큰 공을 세웠다. 저서로는 『병자록(丙子錄)』과 『구포집』이 있다.
- 나성두(羅星斗, 1614년 ∼ 1663년) : 이산현감, 해주목사
- 나홍좌(羅弘佐, 1649년 ∼ 1709년) : 1699년 어영대장을 거쳐 한성좌윤에 임명되고 이듬해 포도대장이 되었다. 외직으로는 중화부사(中和府使)·서흥현감·봉산군수·여산토포사(礪山討捕使)·숙천부사·춘천방어사·정주목사·해미현감·영흥부사·함경남도병마절도사 등을 거쳐 삼도통제사에 제수되었다.
- 나열(羅烈, 1731년 ∼ 1803년) : 돈녕부정
- 나기정(羅基正) : 전 청주시장
- 라응찬 : 신한금융지주 회장
- 나원찬 : 외교통상부 본부 대사
- 나상천(羅尙天) : SK텔레콤 상임고문
- 나승연 : 국제스포츠협력센터(ISC) 이사
- 나영석(羅䁐錫) : 연세대학교 행정학과 학사,  CJ ENM(PD프로듀서).
- 나동현(대도서관) : 'Google' 소속 영상 플랫폼인 'Youtube(유튜브)' 와 'KAKAO' 회사에 있는 스트리밍 플랫폼인 'KAKAO TV'에서 활동하며 개인 법인 회사 '엉클대도' 의 CEO이자, CJ E&M 과 DIA TV 의 대표 크리에이터이다.

## 과거 급제자
안정 나씨는 조선시대 문과 급제자 16명을 배출하였다.
문과
나급(羅級) 나만갑(羅萬甲) 나만기(羅萬紀) 나만섭(羅萬葉) 나성도(羅星度)
나숙(羅淑) 나순(羅𤈎) 나승간(羅承幹) 나원용(羅元容) 나윤침(羅允忱)
나익(羅瀷) 나인(羅紉) 나채규(羅采奎) 나채오(羅采五) 나한기(羅漢基)
나혁(羅㷜)
무과
나동욱(羅東旭) 나득성(羅得聖) 나문걸(羅文傑) 나치문(羅致文)
생원시
나급(羅級) 나만기(羅萬紀) 나만섭(羅萬葉) 나만영(羅萬盈) 나성록(羅星祿)
나식(羅湜) 나우용(羅右容) 나윤원(羅允愿) 나윤침(羅允忱) 나중현(羅重鉉)
나중희(羅重禧)
진사시
나계남(羅啓南) 나동선(羅東善) 나만갑(羅萬甲) 나만섭(羅萬葉) 나만장(羅萬章)
나성도(羅星度) 나성두(羅星斗) 나성운(羅星運) 나성필(羅星弼) 나숙(羅淑)
나승희(羅升熙) 나열(羅烈) 나익(羅瀷) 나중휘(羅重徽) 나한고(羅漢皐)
나한익(羅漢益) 나헌용(羅獻容)
음관
나시용(羅時鏞) 나채규(羅采奎) 나한기(羅漢基)

## 항렬자
| 22세   | 23세              | 24세          | 25세              | 26세   | 27세              | 28세   | 29세     | 30세   | 31세              |
| ------ | ----------------- | ------------- | ----------------- | ------ | ----------------- | ------ | -------- | ------ | ----------------- |
| 기(基) | 口흠(欽) 口석(錫) | 호(浩) 홍(泓) | 口표(杓) 口식(植) | 병(炳) | 口재(載) 口원(遠) | 종(鍾) | 口철(澈) | 동(東) | 口헌(憲) 口우(愚) |

## 인구
- 1985년 1,178가구 4,835명
- 2000년 2,216가구 7,211명
- 2015년 8,934명

## 같이 보기
- 금성 라씨
- 나주 나씨
- 수성 나씨